# Missouriterritoriet
Missouriterritoriet (engelska: Missouri Territory) var ett unionsterritorium i USA som fanns under perioden 7 december 1812-10 augusti 1821. Det upphörde existera i samband med skapandet av den amerikanska delstaten Missouri.

## Lousianaterritoriet
Missouriterritoriet kallades 1803-1812 Louisianaterritoriet, men bytte namn för att undvika sammanblandning med den nybildade delstaten Louisiana (vilken tidigare hade kallats Orleansterritoriet).

## Gränser
Gränsfördraget mellan Förenta Staterna och Storbritannien 1818 fastställde Missouriterritoriets norra gräns till 49 grader nordlig bredd. Gränsfördraget mellan Förenta Staterna och Spanien 1819 fastställde territoriets gränser mot det spanska Texas och Nuevo México. Genom fördraget avstod Förenta Staterna av en inte obetydlig del av Missouriterritoriet i utbyte mot spanska Florida.

## Missouriterritoriets delning
1819 avskiljdes den del av Missouriterritoriet som låg söder om 36°30' nordlig bredd, som Arkansasterritoriet. Den sydöstra delen av territoriet blev efter Missourikompromissen 1820 delstat den 10 augusti 1821. Resterande delar av Missouriterritoriet, vilket bestod av de nuvarande staterna Iowa, Nebraska, North Dakota och South Dakota, samt de större delarna av Kansas, Wyoming och Montana, jämte delar av Colorado och Minnesota blev ett oorganiserat territorium.

## Guvernörer
Guvernörer i Lousiana- och Missouriterritoriet.
| Nr | Guvernör         | Tillträdde | Avgick                               | Utnämnd av                  |
| -- | ---------------- | ---------- | ------------------------------------ | --------------------------- |
| 1  | James Wilkinson  | 1805       | 1807 (avskedad)                      | Thomas Jefferson            |
| 2  | Meriwether Lewis | 1807       | 1809 (avliden )                      | Thomas Jefferson            |
| 3  | Benjamin Howard  | 1810       | 1812 (tog avsked)                    | James Madison               |
| 4  | William Clark    | 1813       | 1820 (Missouri blev en delstat 1821) | James Madison, James Monroe |

### Fotnoter
1. ↑  ”Missouri” (på engelska). World Statesmen. http://www.worldstatesmen.org/US_states_L-M.html#Missouri. Läst 20 juli 2015.